# Rosa komarovii
Rosa komarovii är en rosväxtart som beskrevs av Dmitrii Ivanovich Sosnowsky. Rosa komarovii ingår i släktet rosor, och familjen rosväxter. Inga underarter finns listade i Catalogue of Life.